# Soběnice
Soběnice (německy Sobenitz) jsou vesnice na Širokém potoce, část obce Liběšice v okrese Litoměřice. Nachází se asi 3,5 kilometru západně od Liběšic. Soběnice jsou také název katastrálního území o rozloze 4,48 km². V katastrálním území Soběnice leží i Nová Vesnička.

## Historie

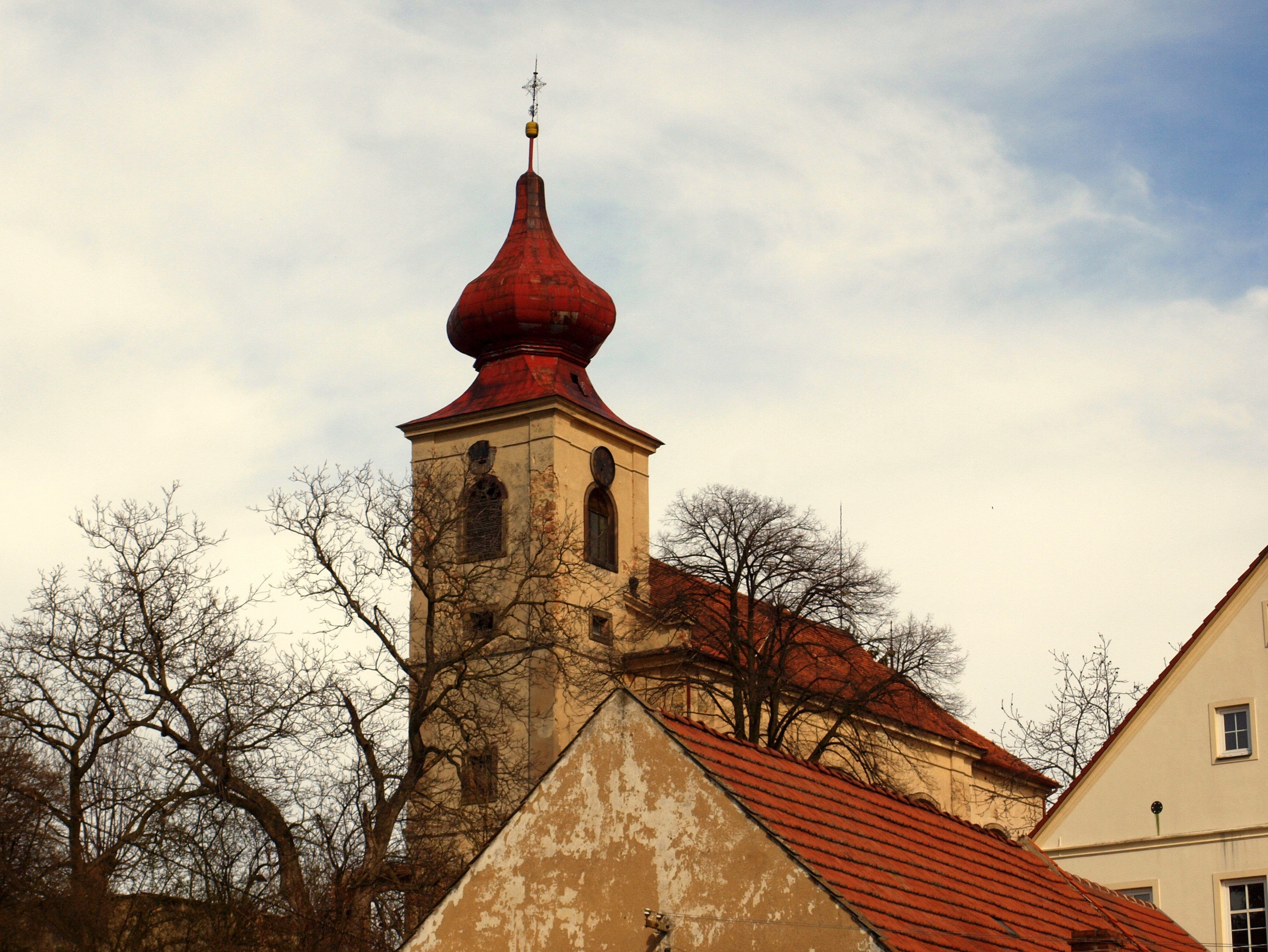
Kostel svatého Petra a Pavla

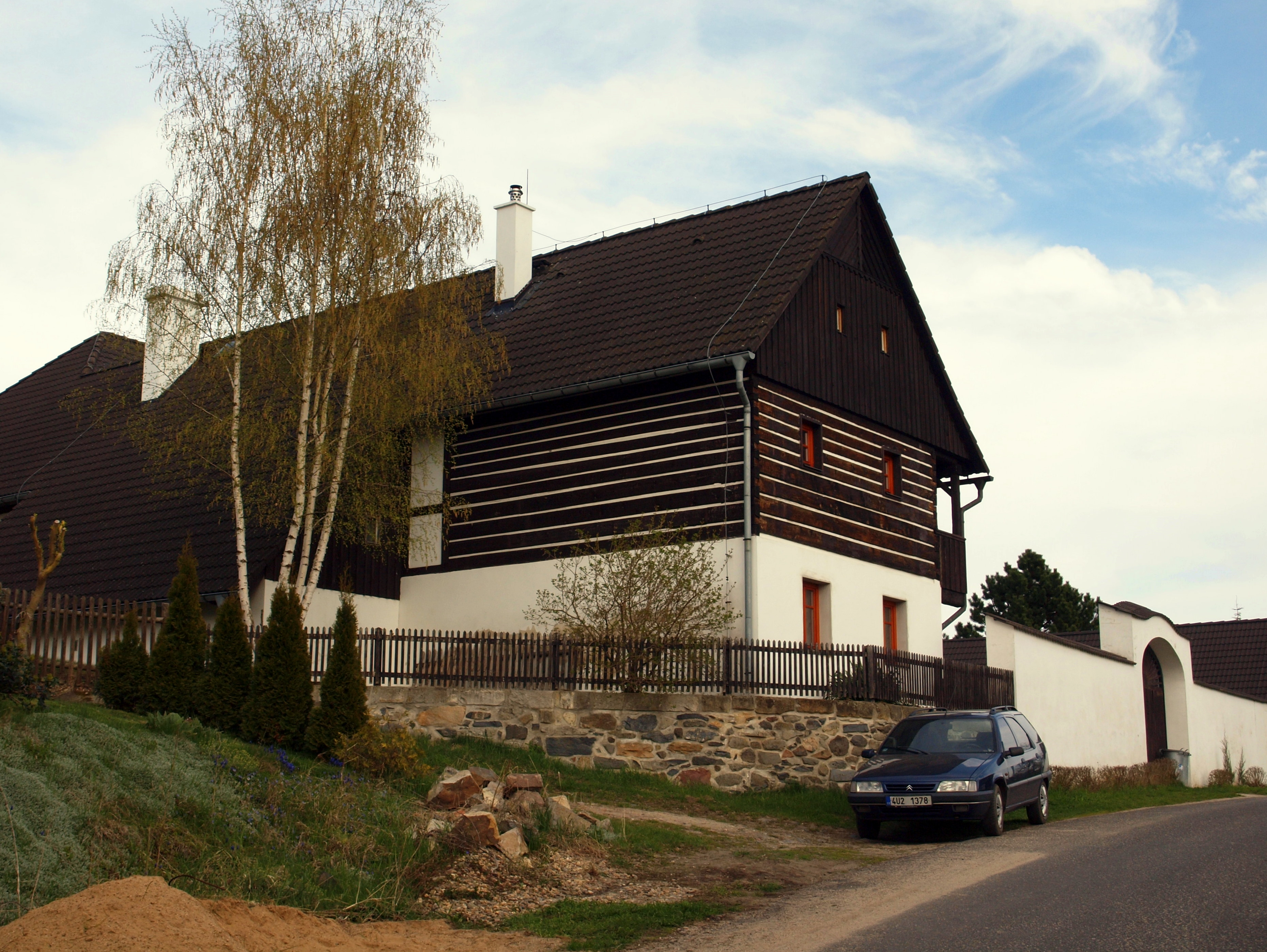
Roubené stavby

Pravěké osídlení okolní krajiny dokládá nález depotu bronzových předmětů (asi čtyřicet kusů sekerek, náramků, hřiven ad.) z nejmladšího období únětické kultury. Poklad byl nalezen roku 1859 na úpatí Mlýnského vrchu.
První písemná zmínka o vesnici je z roku 1197, kdy ves věnoval Hroznata tepelskému klášteru. V letech 1693 až 1698 stavitel italského původu Giulio Broggio postavil barokní Kostel svatého Petra a Pavla na místě staršího kostela připomínaného roku 1369. Věž kostela byla zvýšená v roce 1816. V kostele jsou obrazy ze druhé poloviny 18. století od Ignáce Raaba přenesené z jezuitské rezidence v Liběšicích. Do roku 1945 ve vesnici žili obyvatelé převážně německé národnosti. Po druhé světové válce dochází k odsunu těchto obyvatel a vesnice je osídlena českými obyvateli z vnitrozemí.
Dnes je vesnice z velké části využívaná k rekreačním účelům. Stojí zde zachované lidové dřevěné stavby, často z hrázděnými patry z 18. a 19. století. Mnoho zděných domů je postaveno v empírovém stylu z 19. století. Po roce 1989 začala obnova historických staveb a k celkové modernizaci vesnice.

## Obyvatelstvo
|                                                                              | 1869 | 1880 | 1890 | 1900 | 1910 | 1921 | 1930 | 1950 | 1961 | 1970 | 1980 | 1991 | 2001 | 2011 |
| ---------------------------------------------------------------------------- | ---- | ---- | ---- | ---- | ---- | ---- | ---- | ---- | ---- | ---- | ---- | ---- | ---- | ---- |
| Obyvatelé                                                                    | 479  | 513  | 494  | 461  | 435  | 412  | 388  | 272  | 213  | 210  | 199  | 158  | 137  | 180  |
| Domy                                                                         | 82   | 83   | 84   | 81   | 83   | 81   | 85   | 62   | 45   | 56   | 54   | 59   | 69   | 57   |
| Tabulka zahrnuje až do roku 2001 údaje místních částí Dolní Řepčice a Jeleč. |      |      |      |      |      |      |      |      |      |      |      |      |      |      |

## Pamětihodnosti
- Kostel svatých Petra a Pavla
- Zřícenina hradu Litýš
- Domy a usedlosti čp. 6, 8, 14 a 54